# Rahim Burhan
Rahim Burhan, serbisch-kyrillisch Рахим Бурхан (* 24. November 1949 in Skopje, Jugoslawien) ist ein nordmazedonisch-deutscher Theaterregisseur.
Burhan wurde bekannt als Gründer, Regisseur und künstlerischer Leiter des Roma-Theaters PRALIPE (zu deutsch: Brüderlichkeit) aus Skopje.
Rahim Burhan wuchs in Skopje auf und studierte an der Jugoslawischen Filmhochschule. Er lebt heute in Neuss.
In seinen Theaterproduktionen verarbeitet er politische Themen.
In Deutschland wurde das Theater Pralipe vor allem bekannt durch die Zusammenarbeit mit dem Theater an der Ruhr in Mülheim an der Ruhr unter dem Intendanten Roberto Ciulli. Die Kooperation begann mit Ratvale Bijava (Bluthochzeit) von Federico García Lorca und Marat/Sade von Peter Weiss in der Inszenierung von Rahim Burhan, die 1991 im Theater im Raffelbergpark Premiere hatten und in vielen Städten der Bundesrepublik, in Holland und der Schweiz gezeigt wurden. Unter dem Motto „Die Zigeuner sind wieder da“ engagierten sich das Theater an der Ruhr und Pralipe 1992/'93 gegen die wachsende Fremdenfeindlichkeit in Deutschland. Ratvale Bijava wurde in Romanes in etwa 15 Städten aufgeführt, darunter auch in Halle, Hoyerswerda, Lübeck, Magdeburg, München und Rostock. Im Anschluss an die Vorstellungen suchten die Schauspieler das Gespräch mit den Besuchern. 1998 wurde Pralipe  mit der Inszenierung Yerma zum Internationalen Theater Festival MESS ’98 nach Sarajevo eingeladen. Zum Jubiläum der zehnjährigen Zusammenarbeit wurde 2001 das Festival „10 Jahre Roma Theater Pralipe“ veranstaltet, in dem neben verschiedenen Inszenierungen auch eine Ausstellung „Farben der Roma-Kinder“ gezeigt wurde und zu Diskussionsveranstaltungen eingeladen wurde.